# Емма Булл
Емма Булл (англ. Emma Bull, нар. 13 грудня 1954, Торренс, США) — американська письменниця у жанрі наукової фантастики та фентезі. Також співачка, автор пісень та гітаристка, учасниця фольк-рок-груп «Cats Laughing» та «The Flash Girls» з міста Міннеаполіс.

## Біографія
Емма Булл народилася 13 грудня 1954 року в місті Торренс, штат Каліфорнія, США. Вона закінчила Белойт-коледж у Вісконсині 1976 року зі спеціальністю «Англійська література та композиція». Після випуску вона деякий час працювала журналісткою та графічним дизайнером.
Емма Булл разом з Ієном Бенксом була почесним гостем (англ. Guests of Honor) на феміністичній науково-фантастичній конвенції ВісКон у 1990 році.
Булл разом з чоловіком Віллом Шеттерлі живе у місті Міннеаполіс, штат Міннесота, США.

## Кар'єра

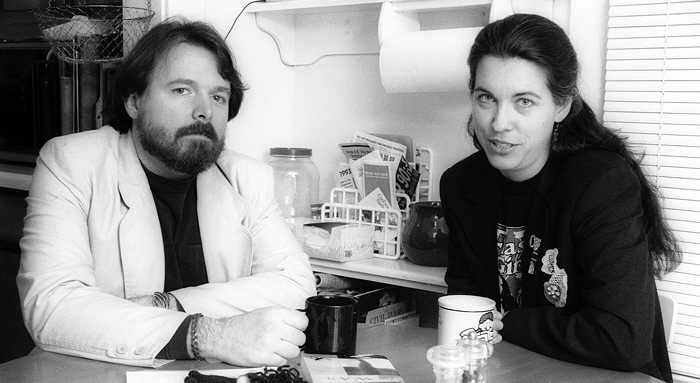
Вілл Шеттерлі та Емма Булл (1994)

Найбільш відомий роман Емми Булл — «Війна за дуби» (1987), один із перших творів у жанрі міське фентезі. Її постапокаліптичний науково-фантастичний роман «Танок кісток» був номінований на премії «Г'юго», «Неб'юла» та Всесвітню премію фентезі.
Булл була учасницею фентезійної письменницької групи «The Scribblies», яка складалася з її чоловіка Вілла Шеттерлі, Пемели Дін, Кари Делкі, Нейта Бакліна, Патрісії Ріді та Стівена Браста.
У співавторстві зі Стівеном Брастом Булл написала епістолярний роман «Свобода та необхідність», дія якого відбувається у XIX столітті під час чартизму у Сполученому Королівстві Великої Британії та Ірландії.

### Спільні всесвіти
Булл та Вілл Шеттерлі створили спільний всесвіт Ліавек, про який обидва писали історії. Існує п'ять антологій про Ліавек.
Булл також писала про всесвіт Террі Віндлінг Прикордонний край, у якому відбувається дія роману Булл «Шукач» 1994 року.

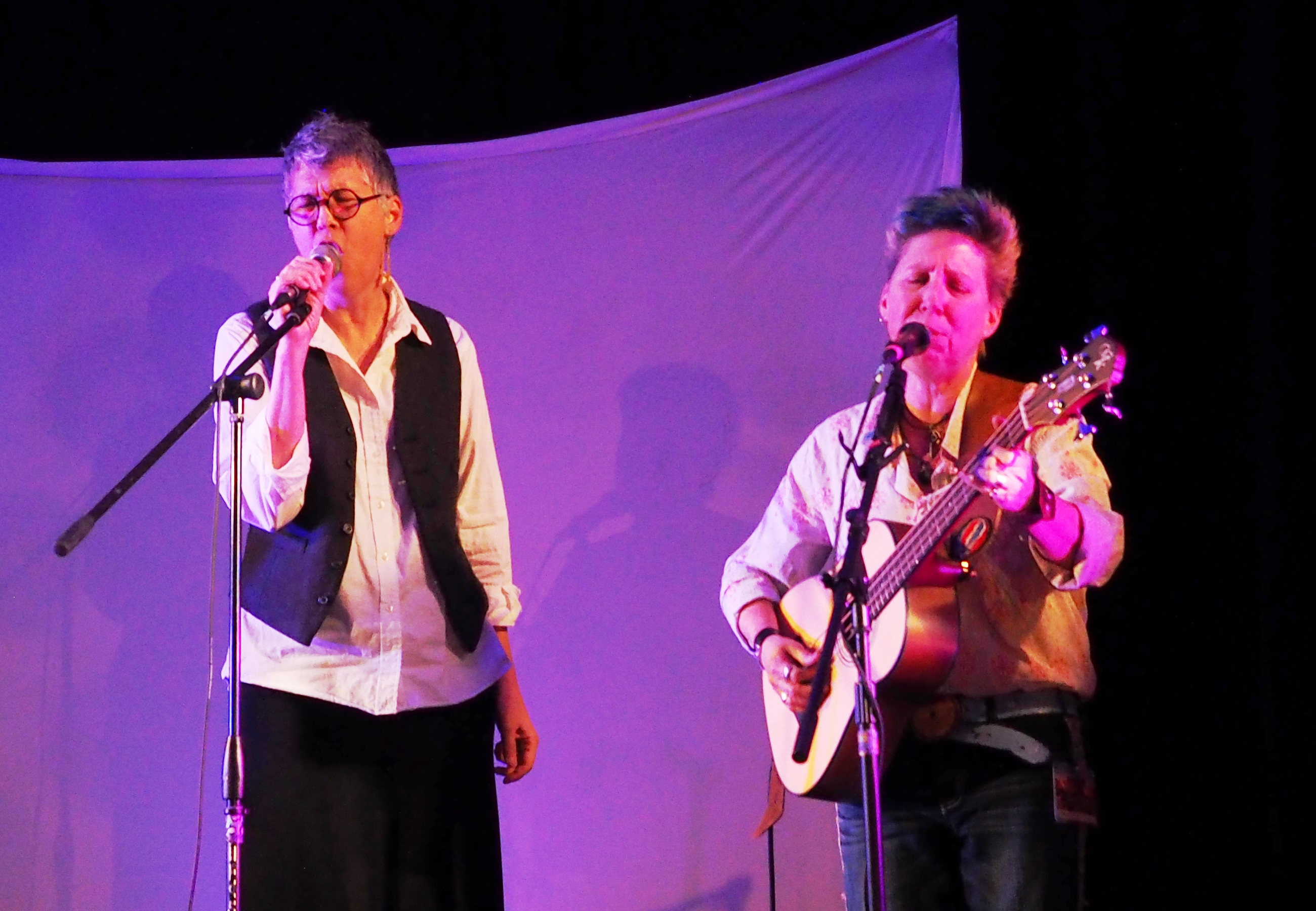
Емма Булл та Лоджо Руссо на концерті «Cats Laughing», квітень 2015 року

### Сценарії
Булл написала сценарій для 11-хвилинного міні-фільму «Війна за дуби», який був стилізований під трейлер фільму. У неї було камео у ролі королеви двору Сілі (англ. Queen of the Seelie Court); директором виступив Вілл Шеттерлі.
Вона є виконавчим продюсером та одним із сценаристів проекту «Тіньовий підрозділ» (англ. Shadow Unit) разом з Віллом Шеттерлі, Елізабет Бір, Сарою Монетт та Амандою Даунам.

### Музика
Наприкінці 1980-х та на початку 1990-х років Булл співала у фольк-рок-груп «Cats Laughing» з міста Міннеаполіс. Група знову зібралася у 2015 році, щоб провести два концерти, вони виступили на науково-вантастичній конвенції «Minicon 50». Булл брала участь у записі двох студійних альбомів та у новому альбомі 2016 року «A Long Time Gone», який містить записи з концертів.
З початку 1990-х та до 2001 року Булл співала та грала на гітарі у дуеті «The Flash Girls» у жанрі готичного та фольк-року. Дует записав три альбоми.

## Твори

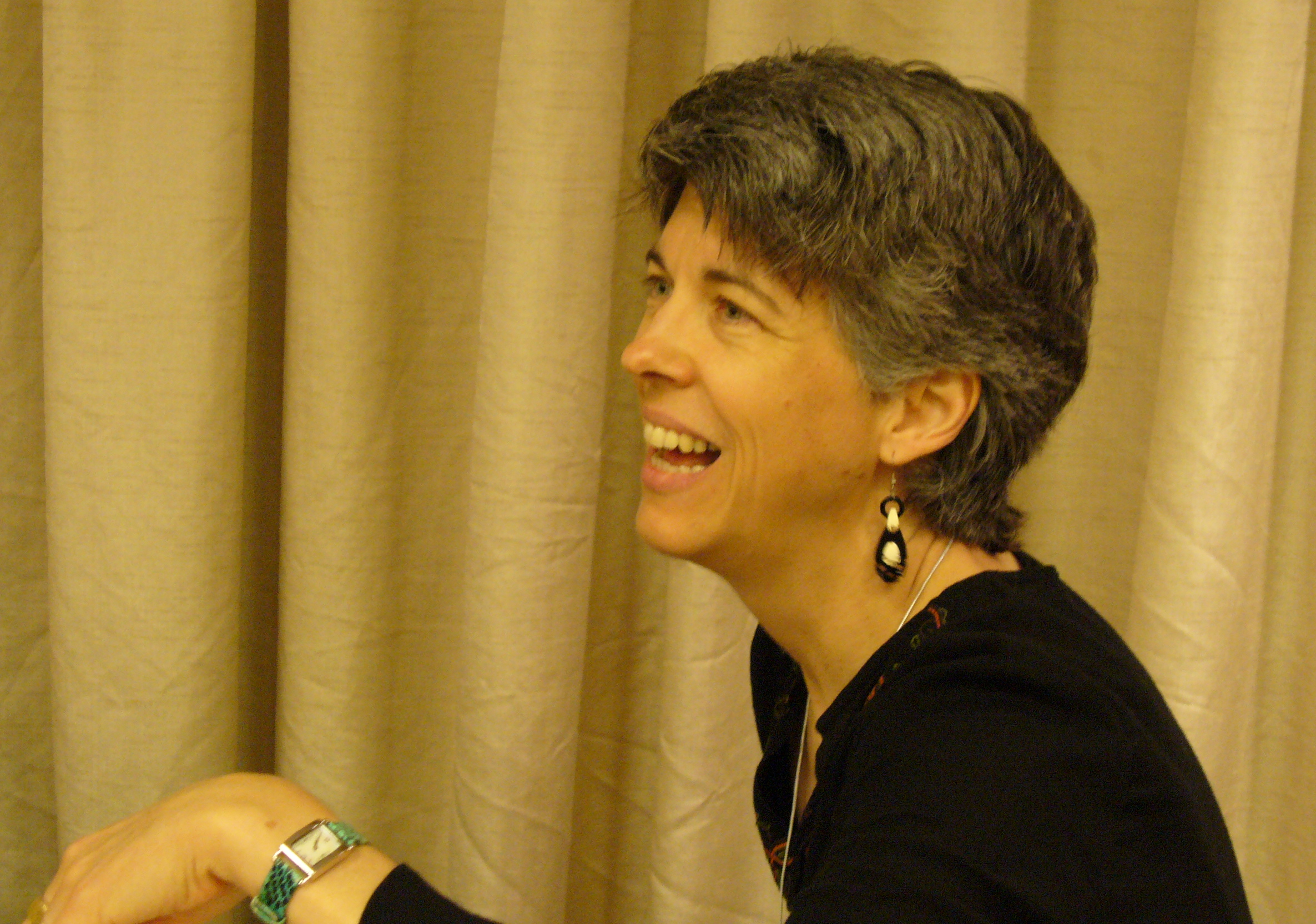
Емма Булл на ВісКон у 2006 році

### Романи
- 1987 — «Війна за дуби[en]» (англ. War for the Oaks)
- 1989 — «Сокіл» (англ. Falcon)
- 1991 — «Танок кісток» (англ. Bone Dance)
- 1994 — «Шукач[en]» (англ. Finder)
- 1994 — «Принцеса та володар ночі» (англ. The Princess and the Lord of Night)
- 1997 — «Свобода та необхідність» (англ. Freedom and Necessity) зі Стівеном Брастом[en]
- 2007 — «Територія[en]» (англ. Territory)

### Коротка проза
- 1992 — «Срібло чи золото» (англ. Silver or Gold)
- 1995 — «Історія зведеної сестри» (англ. The Stepsister's Story)
- 2002 — «Дерево Джошуа» (англ. Joshua Tree)
- 2003 — «Чорна лиса» (англ. The Black Fox)
- 2004 — «Із землі» (англ. De La Tierra)
- 2006 — «Те, що було добрим, все ще є таким» (англ. What Used to Be Good Still Is)
- 2009 — «Зозуля» (англ. Cuckoo)

### Збірки
- 1994 — «Подвійна риса» (англ. Double Feature) з Віллом Шеттерлі
  - «Фантазер» (англ. Visionary) — вірш
  - «Чому я пишу фентезі» (англ. Why I Write Fantasy) — есей
  - «Розриваюча темрява» (англ. Rending Dark)
  - «Талан Баду» (англ. Badu's Luck)
  - «Добре продуманий план» (англ. The Well-Made Plan)
  - «Птах, який свистить» (англ. A Bird That Whistles)
  - «Кров країни танців» (англ. Danceland Blood) з Віллом Шеттерлі
  - «Чудеса невидимого світу» (англ. Wonders of the Invisible World) — есей

### Антології
- 1985 — «Ліавек[en]» (англ. Liavek) — видавництво «Ейс Букс», редактори — Емма Булл та Вілл Шеттерлі
- 1986 — «Ліавек: Гравці удачі» (англ. Liavek: The Players of Luck) — видавництво «Ейс Букс», редактори — Емма Булл та Вілл Шеттерлі
- 1987 — «Ліавек: Ряд чарівника» (англ. Liavek: Wizard’s Row) — видавництво «Ейс Букс», редактори — Емма Булл та Вілл Шеттерлі
- 1988 — «Ліавек: Чари зв'язування» (англ. Liavek: Spells of Binding) — видавництво «Ейс Букс», редактори — Емма Булл та Вілл Шеттерлі
- 1990 — «Ліавек: Тиждень святкування» (англ. Liavek: Festival Week) — видавництво «Ейс Букс», редактори — Емма Булл та Вілл Шеттерлі

## Дискографія

### Разом з«Cats Laughing[en]»
- 1988 — «Bootleg Issue» (укр. Таємна проблема)
- 1990 — «Another Way to Travel» (укр. Інший спосіб подорожувати)
- 2016 — «A Long Time Gone» (укр. Давно немає)

### Разом з«The Flash Girls[en]»
- 1993 — «The Return of Pansy Smith and Violet Jones» (укр. Повернення Пенсі Сміт та Вайолет Джонс)
- 1994 — «Maurice and I» (укр. Моріс і я)
- 2001 — «Play Each Morning Wild Queen» (укр. Грай кожного ранку, дика королево)

## Нагороди та номінації

### Нагороди
- 1988 — Премія «Локус» за найкращий дебютний роман за роман «Війна за дуби[en]»

### Номінації
- 1986 — Номінація на премію «Локус» за найкращу антологію за «Ліавек[en]»
- 1987 — Номінація на Всесвітню премію фентезі за найкращу антологію за «Ліавек: Гравці удачі»
- 1988 — Номінація на премію Комптона Крука за роман «Війна за дуби[en]»
- 1988 — Номінація на премію «Локус» за найкращий фентезійний роман за роман «Війна за дуби»
- 1988 — Номінація на Міфопоетичну премію за фентезі за роман «Війна за дуби»
- 1990 — Номінація на премію «Локус» за найкращий науково-фантастичний роман за роман «Сокіл»
- 1992 — Фіналістка премії «Г'юго» за найкращий роман за роман «Танок кісток»
- 1992 — Фіналістка премії «Локус» за найкращий науково-фантастичний роман за роман «Танок кісток»
- 1992 — Номінація на премію «Неб'юла» за найкращий роман за роман «Танок кісток»
- 1992 — Номінація на Меморіальну премію імені Філіпа К. Діка за роман «Танок кісток»
- 1992 — Номінація на Всесвітню премію фентезі за найкращий роман за роман «Танок кісток»
- 1993 — Номінація на премію «Неб'юла» за найкращу повість за «Срібло чи золото»
- 1995 — Фіналістка премії «Локус» за найкращий фентезійний роман за роман «Шукач[en]»
- 1995 — Номінація на Міфопоетичну премію за дитячу фентезі за роман «Принцеса та володар ночі»
- 1998 — Номінація на премію «Локус» за найкращий фентезійний роман за роман «Свобода та необхідність»
- 2008 — Фіналістка премії «Локус» за найкращий фентезійний роман за роман «Територія[en]»
- 2008 — Номінація на Всесвітню премію фентезі за найкращий роман за роман «Територія»
- 2010 — Номінація на премію «Локус» за найкращу повість за повість «Зозуля»